# Enzo Acosta
Enzo Acosta (Avellaneda, Buenos Aires, Argentina; 30 de noviembre de 1996) es un futbolista argentino. Juega de volante y su equipo actual es Estudiantes, equipo de la Primera Nacional. 

## Carrera

### Inicios
El jugador nacido en Avellaneda, criado en Villa Corina, la luchó desde abajo. Su madre trabajaba a diario para poder llevarle la comida tanto a él como a sus hermanas, es por eso que, a pesar de haber hecho inferiores en Racing Club e Independiente, no tuvo la posibilidad de jugar profesionalmente. 
Lo cierto es que comienzan a llegar los comentarios de un jugador aguerrido, polifuncional y con cualidades ofensivas. El chico Acosta busca convertir tanto esfuerzo y lucha en realidad. Finalizado el año, el jugador tendrá la chance de ser jugador de Quilmes y buscar su sueño máximo: jugar en primera.

### Quilmes
Acosta jugó ante Newell’s Old Boys el primer partido de su carrera. Sin haber hecho divisiones inferiores completas y con un puñado de partidos en Reserva, llegó a la máxima categoría del fútbol argentino. Facundo Sava hizo que llegara a Quilmes, y Alfredo Grelak se encargó del resto, haciendo que firmara su primer contrato profesional y debut como titular.
Redondeó un buen partido, generando una ocasión importante de gol, en la cual la fortuna estuvo del lado de Newell’s, tras un cabezazo de Cristian García.

### Flandria
Fue cedido a Flandria en el 2018, y en su paso por el Canario fue titular en la mayor parte del campeonato.

### Regreso a Quilmes y segundo préstamo en Flandria
Regresó a Quilmes, pero al no tener varios minutos, en enero de 2020 fue otra vez cedido a Flandria.

## Estadísticas
- Actualizado hasta el 29 de junio de 2025.

| Quilmes Argentina | 1.ª                 | 2016                | 0   | 0  | 0  | 0 | 0 | 0 | 0   | 0  | 0  | 0    |
| Quilmes Argentina | 1.ª                 | 2016-17             | 9   | 0  | 1  | 0 | 0 | 0 | 9   | 0  | 1  | 0    |
| Quilmes Argentina | 2.ª                 | 2017-18             | 4   | 0  | 0  | 0 | 0 | 0 | 4   | 0  | 0  | 0    |
| Quilmes Argentina | 2.ª                 | 2019-20             | 7   | 0  | 0  | 0 | 0 | 0 | 7   | 0  | 0  | 0    |
| Quilmes Argentina | 2.ª                 | 2022                | 5   | 1  | 1  | 0 | 0 | 0 | 5   | 1  | 1  | 0.2  |
| Quilmes Argentina | Total club          | Total club          | 25  | 1  | 2  | 0 | 0 | 0 | 25  | 1  | 2  | 0.04 |
| Flandria Argentina | 3.ª                 | 2018-19             | 35  | 4  | 1  | 0 | 0 | 0 | 35  | 4  | 1  | 0.11 |
| Flandria Argentina | 3.ª                 | 2019-20             | 7   | 1  | 0  | - | - | - | 7   | 1  | 0  | 0.14 |
| Flandria Argentina | Total club          | Total club          | 42  | 5  | 1  | 0 | 0 | 0 | 42  | 5  | 1  | 0.12 |
| Estudiantes Argentina | 2.ª                 | 2020                | 4   | 0  | 1  | 0 | 0 | 0 | 4   | 0  | 1  | 0    |
| Estudiantes Argentina | 2.ª                 | 2021                | 25  | 4  | 4  | 0 | 0 | 0 | 25  | 4  | 4  | 0.16 |
| Estudiantes Argentina | 2.ª                 | 2022                | 27  | 1  | 1  | 0 | 0 | 0 | 27  | 1  | 1  | 0.04 |
| Estudiantes Argentina | 2.ª                 | 2023                | 31  | 1  | 2  | 1 | 0 | 0 | 32  | 1  | 2  | 0.03 |
| Estudiantes Argentina | 2.ª                 | 2024                | 22  | 2  | 2  | - | - | - | 22  | 2  | 2  | 0.09 |
| Estudiantes Argentina | 2.ª                 | 2025                | 2   | 0  | 0  | - | - | - | 2   | 0  | 0  | 0    |
| Estudiantes Argentina | Total club          | Total club          | 111 | 8  | 10 | 1 | 0 | 0 | 112 | 8  | 10 | 0.07 |
| Orense · Ecuador | 1.ª                 | 2024                | 3   | 0  | 1  | 1 | 0 | 0 | 4   | 0  | 1  | 0    |
| Orense · Ecuador | Total club          | Total club          | 3   | 0  | 1  | 1 | 0 | 0 | 4   | 0  | 1  | 0    |
| Total en su carrera | Total en su carrera | Total en su carrera | 176 | 14 | 13 | 1 | 0 | 0 | 177 | 14 | 13 | 0.08 |
| (1) Las copas nacionales se refiere a la Copa Argentina y Copa Ecuador. (2) Media de goles por encuentro. No incluye goles en partidos amistosos. |                     |                     |     |    |    |   |   |   |     |    |    |      |